# Don Powell (batterista)
Donald George Powell, detto Don (Bilston, 10 settembre 1946), è un batterista britannico.
Dal 1966 al 1991 e poi nuovamente dal 1993 è membro del gruppo musicale rock Slade.